# مات كوك
مات كوك (بالإنجليزية: Matt Cooke)‏ (و. 1978  م) هو لاعب هوكي الجليد كندي، ولد في بيلفي، أونتاريو، مركز لعبه هو مركز ‏، وجناح ‏.
.

## جوائز
حصل على جوائز منها:
- كأس ستانلي.

## روابط خارجية
- مات كوك على موقع دوري الهوكي الوطني (الإنجليزية)
- مات كوك على موقع قاعة مشاهير الهوكي (لاعب أن.إتش.أل) (الإنجليزية)
- مات كوك على موقع EliteProspects.com (الإنجليزية)
- مات كوك على موقع HockeyDB.com (الإنجليزية)
- مات كوك على موقع Hockey-Reference.com (الإنجليزية)